# (6484) Barthibbs
(6484) Barthibbs (1990 FT1) – planetoida z grupy pasa głównego asteroid okrążająca Słońce w ciągu 4,13 lat w średniej odległości 2,57 j.a. Odkryta 23 marca 1990 roku.